# Rolf Knie senior
Rudolf genannt Rolf Knie senior (* 23. November 1921 in Wetzikon; † 18. August 1997 in Rapperswil) war ein Schweizer Elefantendompteur und Zirkusdirektor. Von 1941 bis Ende 1992 leitete er mit Bruder Fredy den Schweizer National-Circus Knie. Er gehörte der fünften Generation der Dynastie Knie an.

## Lebenslauf
Rolf war der Sohn von Friedrich und Margrit Knie-Lippuner. Gemäss dem Willen des Vaters absolvierte Rolf die artistische Grundschulung. Mit Bruder Fredy und Cousine Eliane übten die Kinder für ihre Circus Darbietungen.
Vater Friedrich, der in der Dressur von Hunden, Eisbären und Pferden geübt war, bildete Rolf in der Dressur von Elefanten aus. Rolf war 16 Jahre alt, als er 1937 bei einem dänischen Zirkus für einen erkrankten Elefanten-Dompteur einsprang und dessen Vorstellungen übernahm.
Ende 1939 verliess der Elefanten-Trainer Franz Kraml, aus der Tschechoslowakei, das Unternehmen. Rolf übernahm die weitere Ausbildung der grossen Herde von asiatischen Elefanten. Als 1940 der Elefanten-Dompteur Karl Knie starb, konnte er diese anspruchsvolle Aufgabe seines Onkels übernehmen.
Ab 1941 leiteten Rolf und sein Bruder Fredy den Circus Knie.
Die Familie Knie stand bei den Nazis auf einer schwarzen Liste, da sie beim Programm von 1938 mit dem Thema „Olympiade“ auf allen Fahnen die Hakenkreuze wegliess. Dank der Bemühungen des deutschen Botschafters in Bern konnten wieder Artisten aus dem Ausland engagiert werden. Die Knies wurden jedoch verpflichtet, ein Gastspiel mit ihren Tieren in Berlin zu geben. So reisten Fredy und Rolf mit Pferden und Elefanten im Winter 1943 nach Berlin. Rolf war im Scala, während Fredy am ebenso berühmten Wintergarten eine Vorstellung gab. Wie durch ein Wunder überlebten alle das Bombardement von Berlin unbeschadet.
1950 heirateten Rolf Knie und Tina di Giovanni (1921–2011). Sie hatten zwei Söhne. 1951 wurde Louis und 1954 Franco geboren.
1953/54 hatte Rolf mit seinem Elefanten „Sabu“ einige Auftritte in Tom Arnolds Zirkus Harringay Arena in London.
1956 konnte der Circus Knie sieben junge afrikanische Elefanten aus dem Zoo Basel erwerben. Diese Elefanten gelten als wesentlich schwerer zu dressieren als die asiatische Art. Der Circus Knie war der erste europäische Circus, der afrikanische Elefanten in der Manege zeigte.
An Pfingsten 1962 wurde Knies Kinderzoo in Rapperswil durch Rolf und Fredy Knie eröffnet. Der Zoo ist Bestandteil von Circus Knies Winterquartier.
Rolf trat mit seiner Elefantenshow bis 1969 auf. Damals galt er als einer der berühmtesten Elefantendresseure der Welt. Am Ende der Saison zog er sich aus der Manege zurück. Sohn Louis war schon längst auf diesen Tag vorbereitet.
Ende 1992 zog sich Rolf auch aus der Direktion des Circus Knie zurück.
Nach langer Krankheit starb Rolf Knie senior am 18. August 1997 im Alter von 76 Jahren.